# La Fuensanta (Valencia)

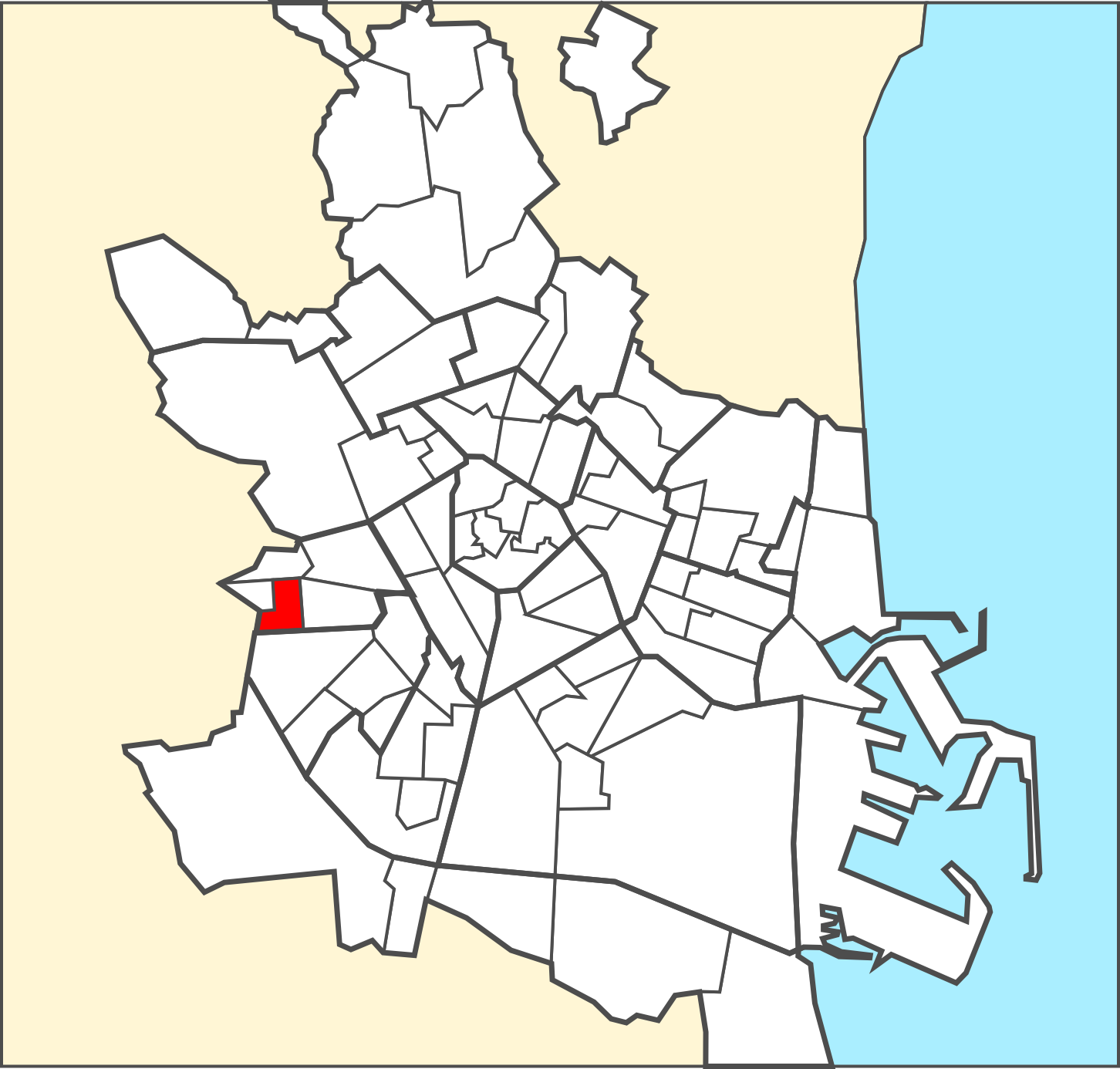
El barrio de La Fuensanta en el municipio de Valencia.

La Fuensanta (en valenciano y oficialmente La Fontsanta) es un barrio de la ciudad de Valencia (España), perteneciente al distrito de Olivereta. Está situado al oeste de la ciudad y limita al norte con Soternes, al este con Tres Forques, al sur con Vara de Quart y al oeste con el barrio de La Luz y el municipio de Chirivella. Su población en 2009 era de 3782 habitantes.

## Historia

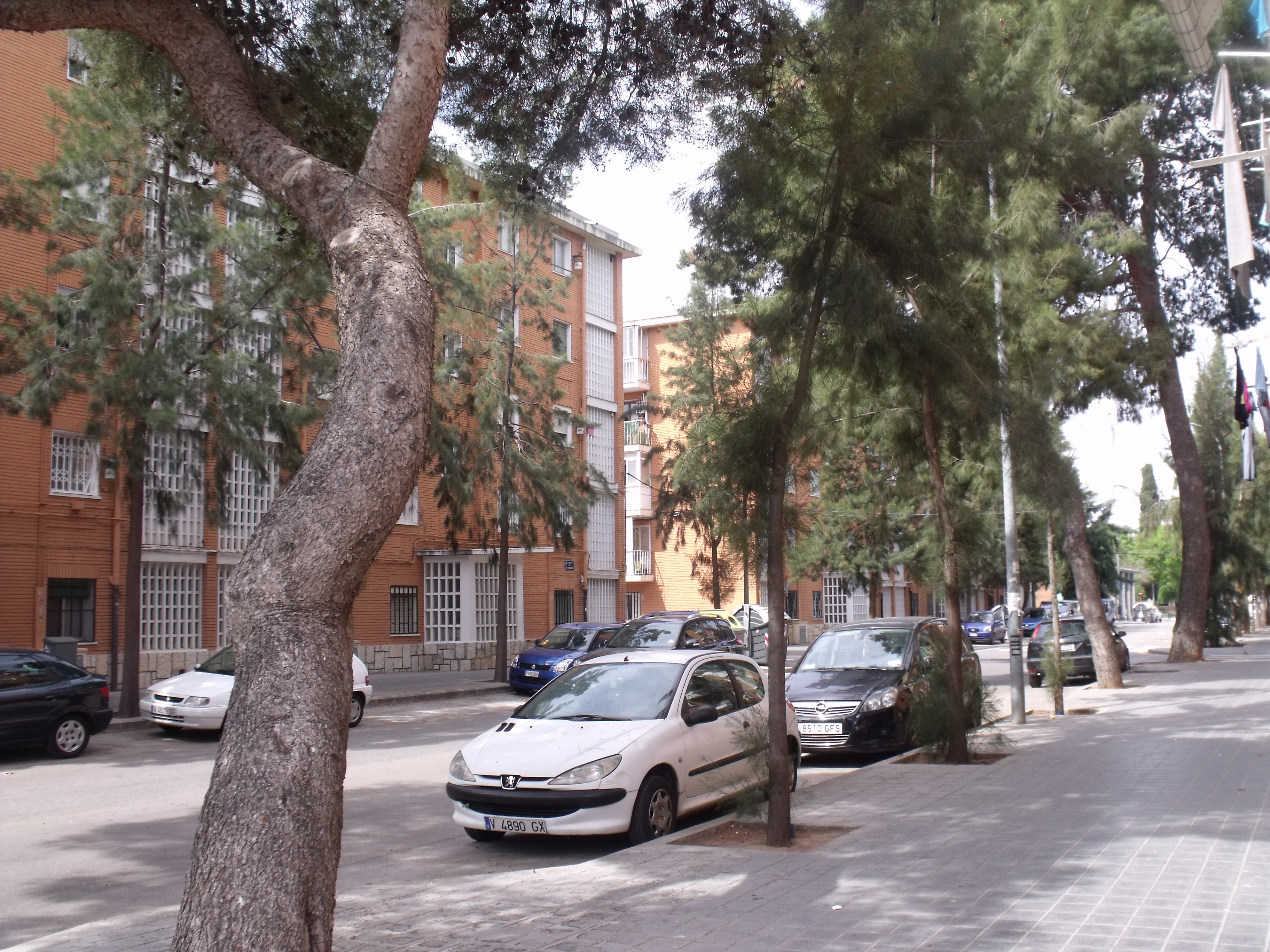
Edificios de viviendas del barrio de la Fuensanta.

A raíz de las destrucciones producidas por la riada de octubre de 1957, se hizo acuciante la necesidad de viviendas para los damnificados. El Ministerio de la Vivienda, por decreto de 18 de octubre de 1957, se instruía la construcción de 2500 viviendas, 1500 de ellas responsabilidad del ayuntamiento de Valencia. De estas, 880 se construyeron en el Grupo de la Virgen de la Fuensanta. Junto con las viviendas se construyeron veintidós locales industriales, una iglesia con casa-abadía, y grupos escolares. La ejecución del proyecto de urbanización ascendió a 113 179 315' 45 pesetas.

## Imágenes

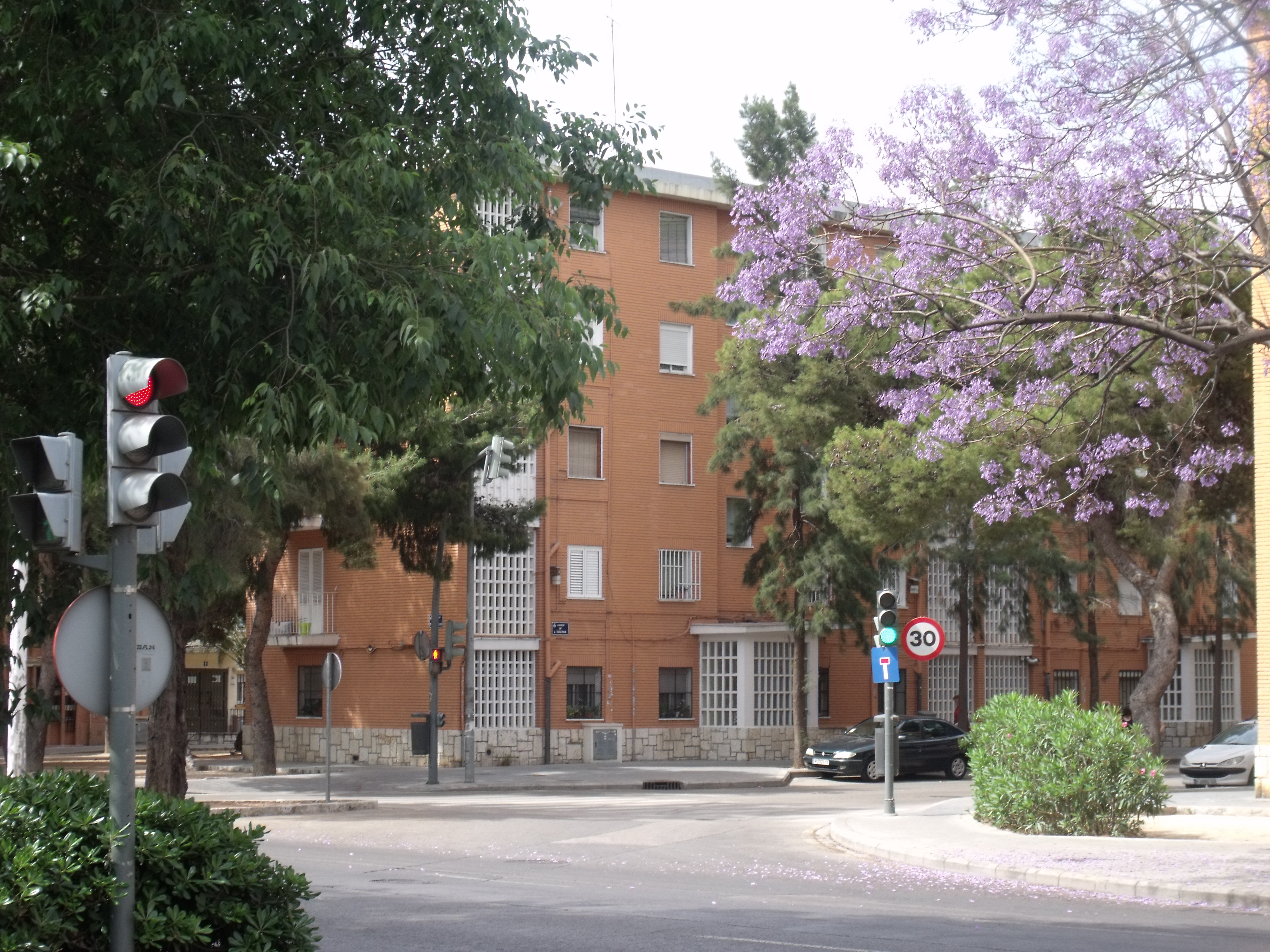
Calle de La Habana.
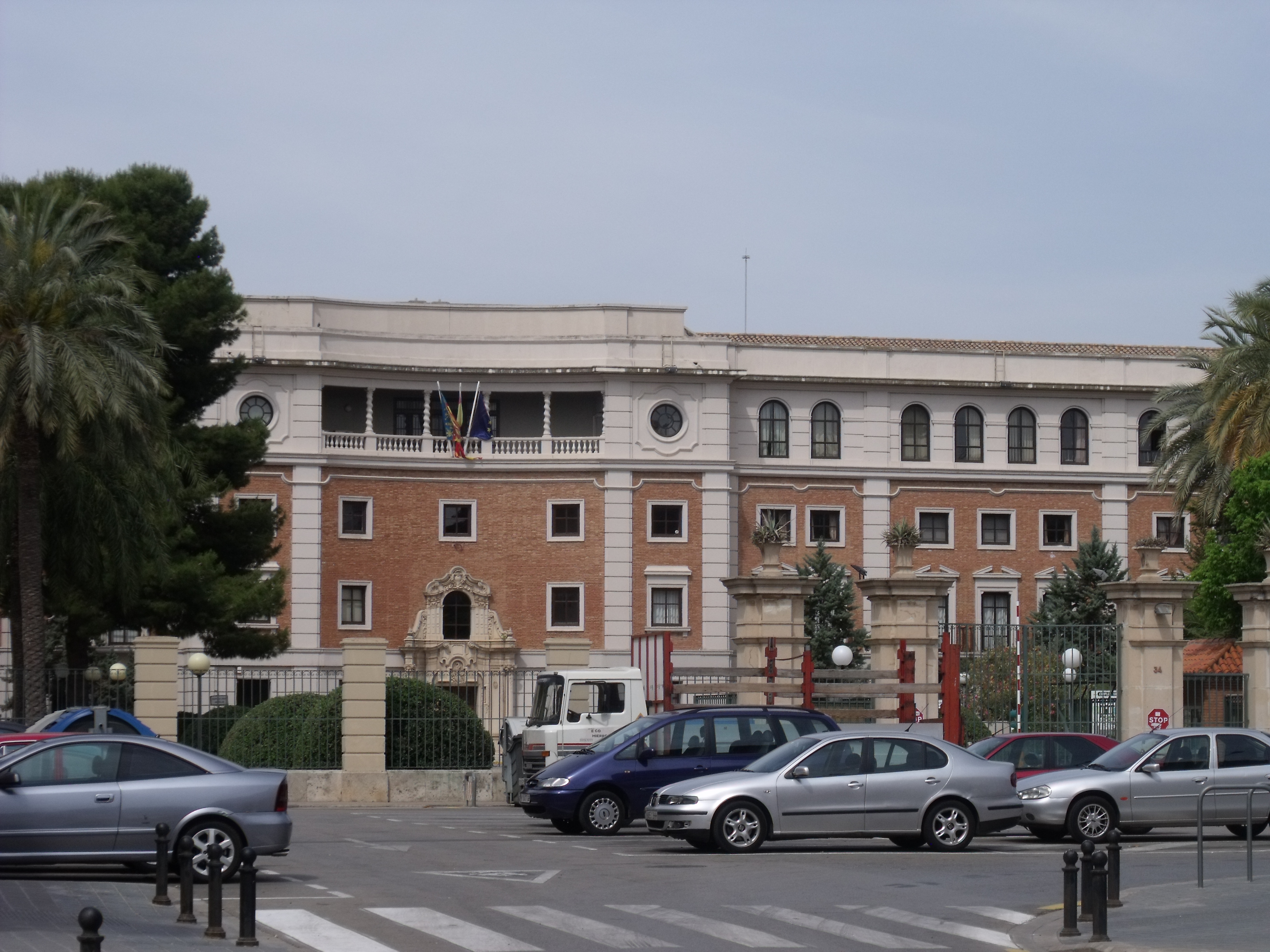
Instalaciones de la UNED.
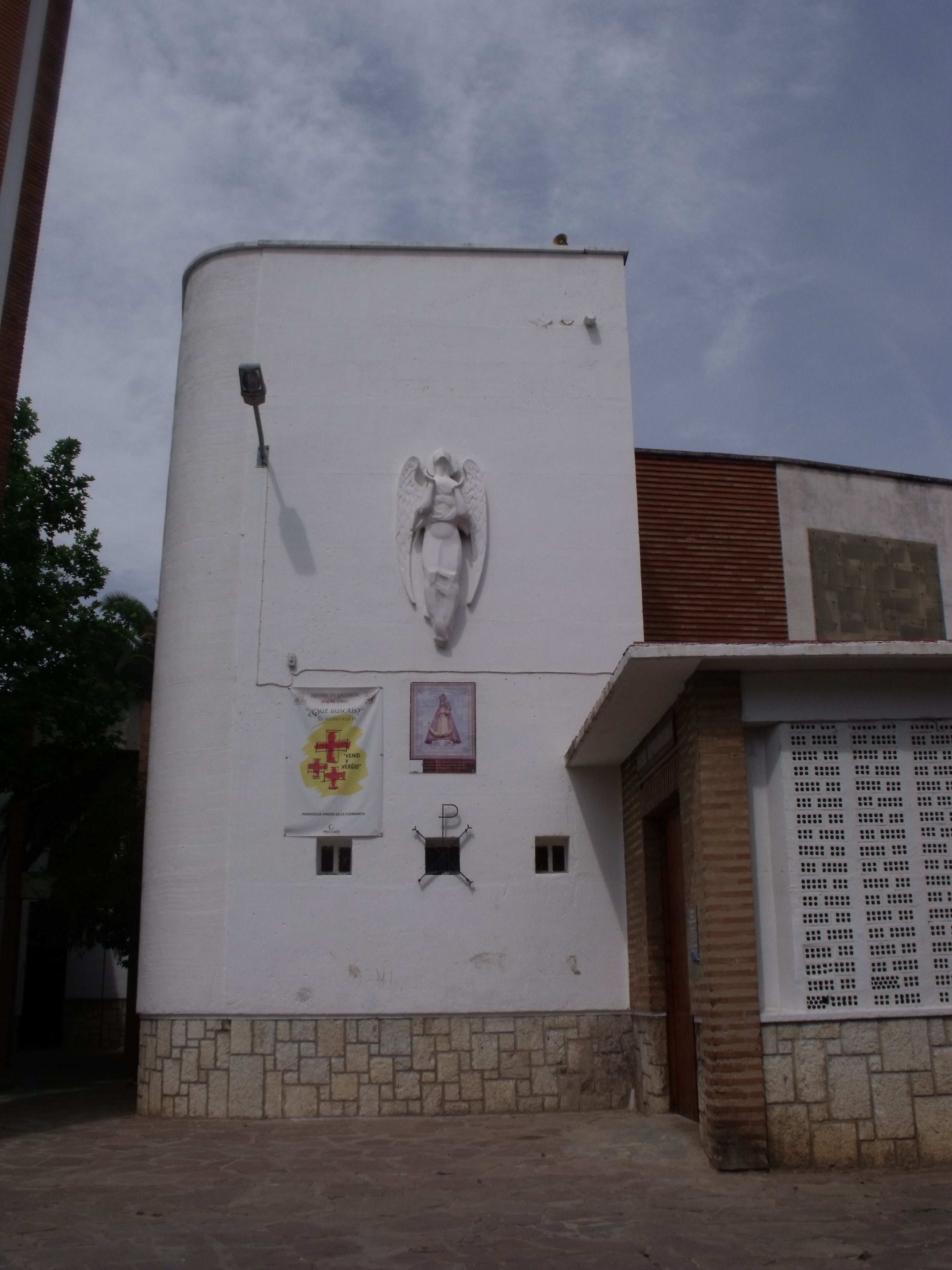
Parroquia de la Virgen de la Fuensanta.
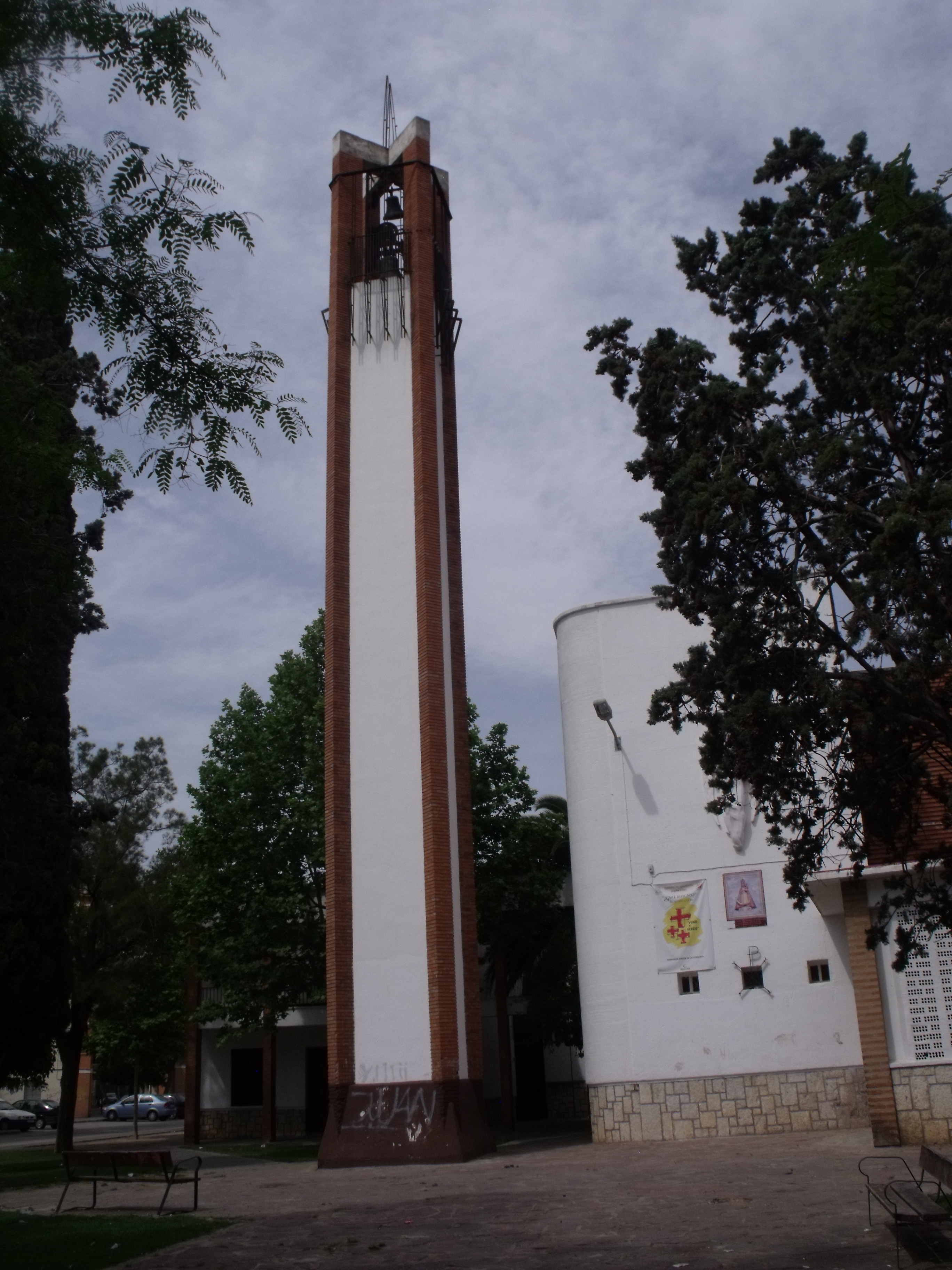
Campanario.
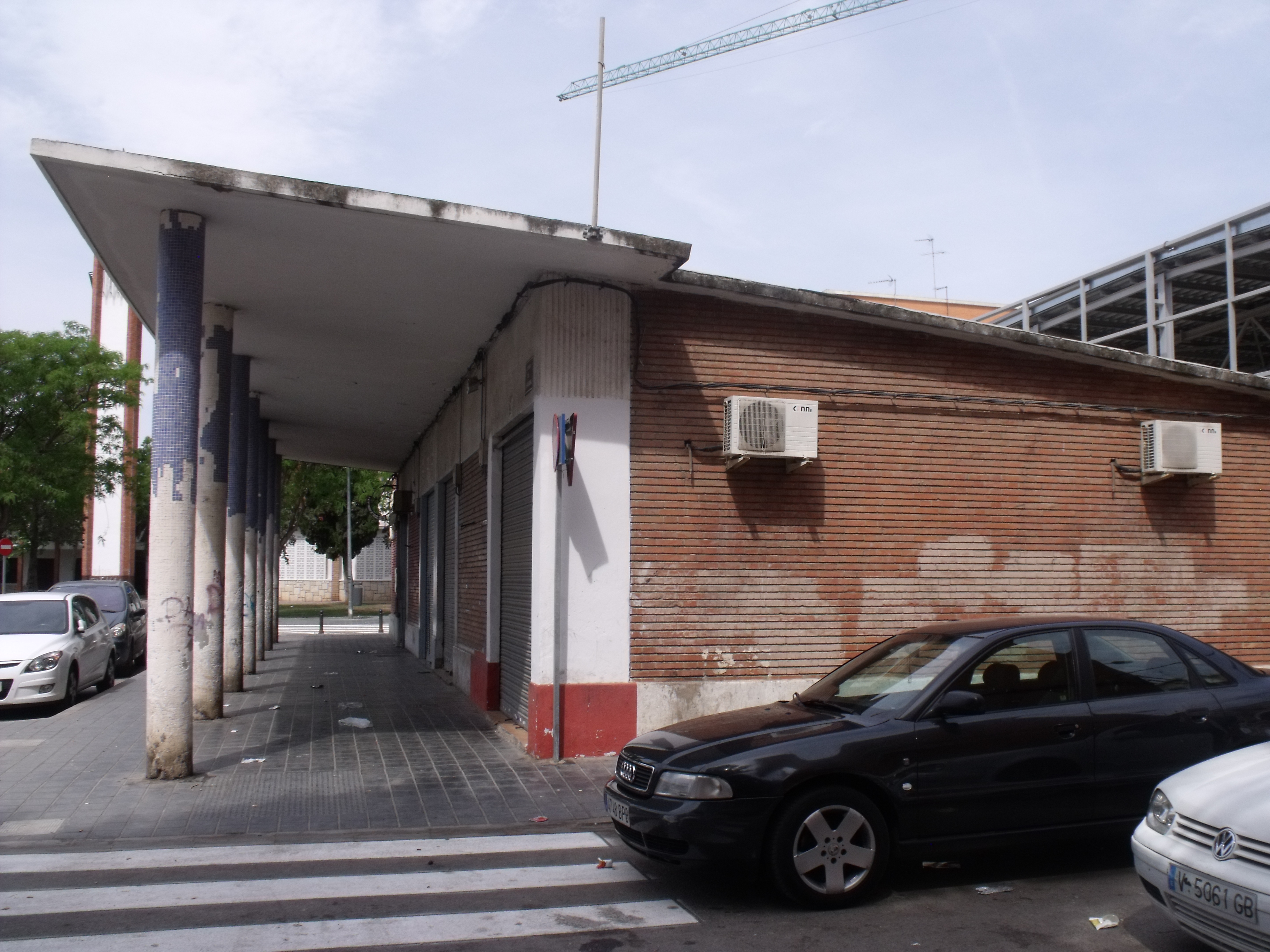
Mercado.